# Gare de Nogent - Le Perreux
Pour les articles homonymes, voir Gare de Nogent.
La gare de Nogent - Le Perreux est une gare ferroviaire française située à la limite des territoires des communes de Nogent-sur-Marne et du Perreux-sur-Marne dans le département du Val-de-Marne, en région Île-de-France.

## Histoire
La station de Nogent - Le Perreux est mise en service le 7 juillet 1856 par la Compagnie de l'Est, lorsqu'elle inaugure et ouvre à l'exploitation les 17 kilomètres du tronçon entre les gares de Noisy-le-Sec et celle-ci.
Il s'agit de la dernière gare située avant la bifurcation entre la ligne de Paris-Est à Mulhouse-Ville et la ligne de Grande Ceinture où un service de voyageurs est assuré à partir du 16 juillet 1877, avec l'ouverture de la section de Noisy-le-Sec à Juvisy, jusqu'au 1er décembre 1939 quand cesse le trafic sur la section comprise entre Nogent - Le Perreux et la gare de Champigny.
Le bâtiment voyageurs, construit en 1857, est démoli en 1983. Il s'agissait d'un bâtiment standard de type 7.

## Situation ferroviaire
La gare actuelle, située au point kilométrique (PK) 16,260 de la ligne de Paris-Est à Mulhouse-Ville, est ouverte en style RER depuis le 30 août 1999 et porte le nom des communes de Nogent-sur-Marne et du Perreux-sur-Marne. Elle est desservie par les trains de la ligne E du RER parcourant la   branche E4.
En 2023, selon les estimations de la SNCF, la fréquentation annuelle de la gare est de 3 212 846 voyageurs.

## Service voyageurs

### Accès
La gare possède deux accès :
- l'accès « Place du Théâtre », situé à Nogent-sur-Marne ;
- l'accès « Place Belvaux », situé au Perreux-sur-Marne.

Accès à la gare
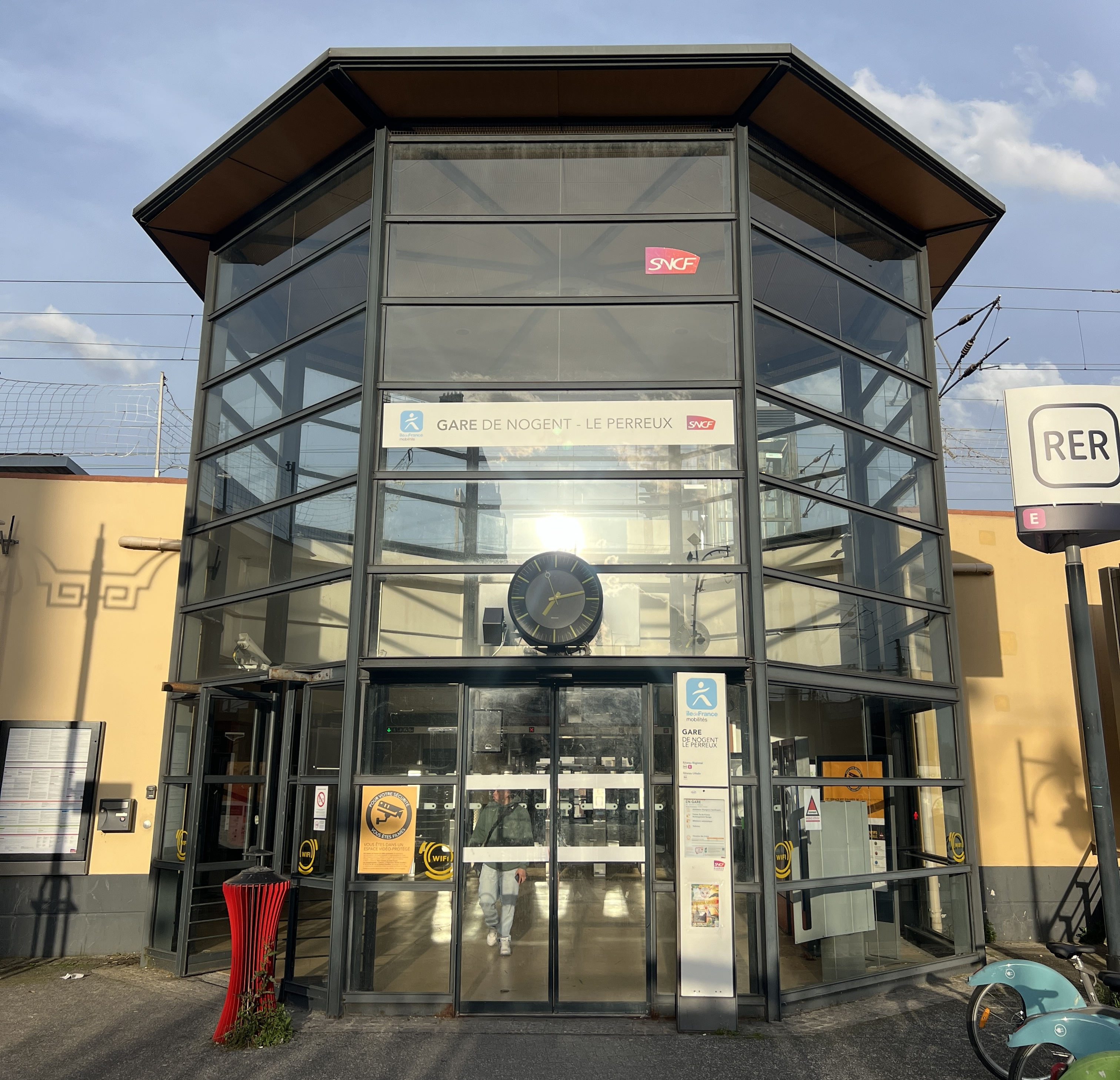
L'accès « Place du Théâtre ».
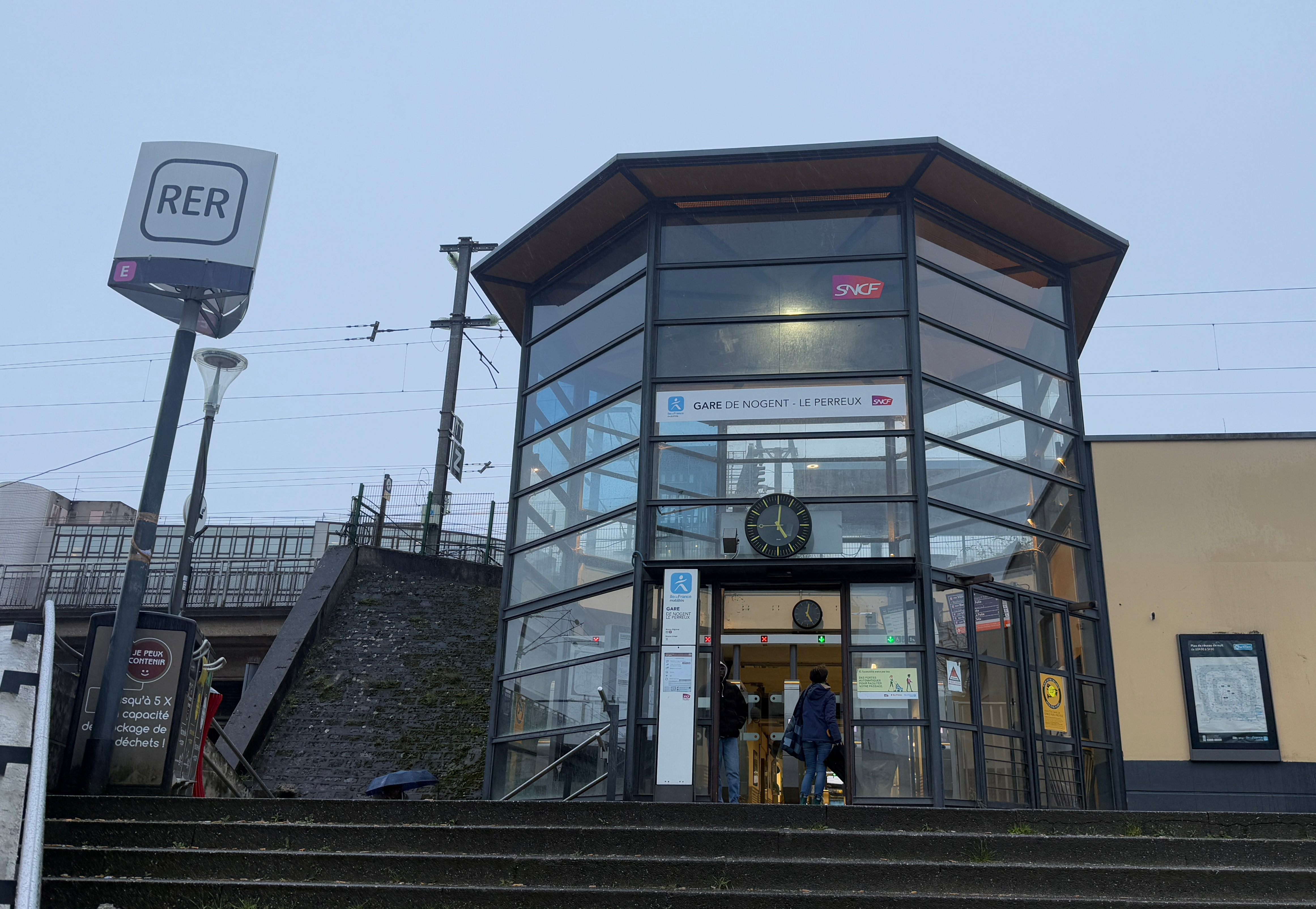
L'accès « Place Belvaux ».

### Desserte
La gare est desservie à raison (par sens) d'un train toutes les 15 minutes aux heures creuses, aux heures de pointe et en soirée. Elle voit passer plus de 79 trains vers Haussmann - Saint-Lazare et 78 trains vers Villiers-sur-Marne et Tournan (en soirée).
La gare peut servir de terminus en situation perturbée, ou en cas de problèmes. Néanmoins, la configuration même de la gare imposant des cisaillements de voie lors d'une manœuvre de rebroussement, elle est généralement utilisée en dernier recours, lorsque les terminus réguliers sont impossibles (travaux en gare de Villiers-sur-Marne, etc.).

### Intermodalité
La gare est également desservie par les lignes 114, 116, 120, 210 et 317 du réseau de bus RATP et, la nuit, par les lignes N71 et N142 du réseau de bus Noctilien.

## Futur
Nogent - Le Perreux deviendra aussi, à l'horizon 2030, une gare de la ligne 15 du Grand Paris Express, lors de la mise en service du tronçon de Saint-Denis Pleyel à Champigny-Centre. L'architecture de la gare de la ligne 15 est confiée à Explorations Architecture.

Galerie d'images
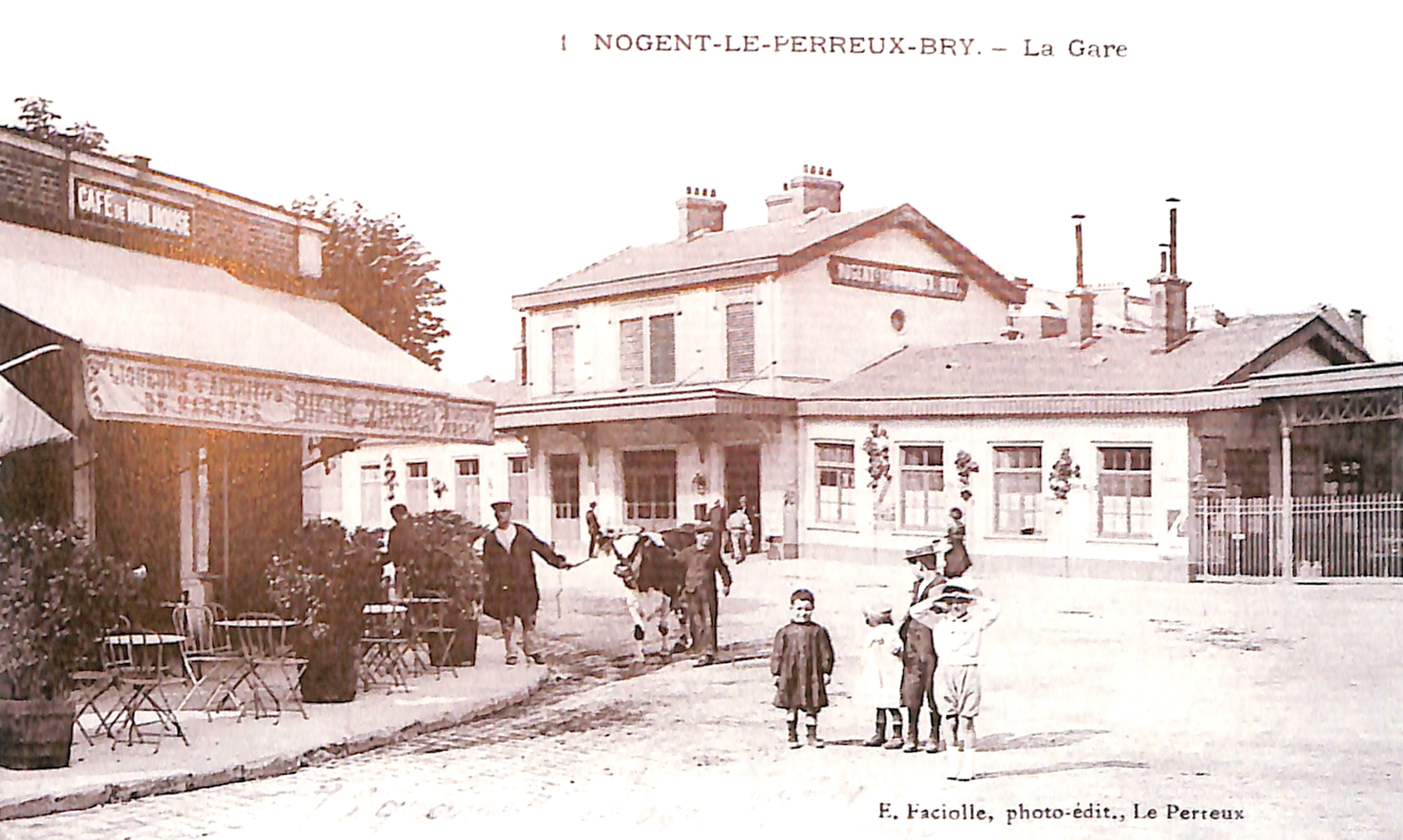
Le bâtiment voyageurs d'origine.
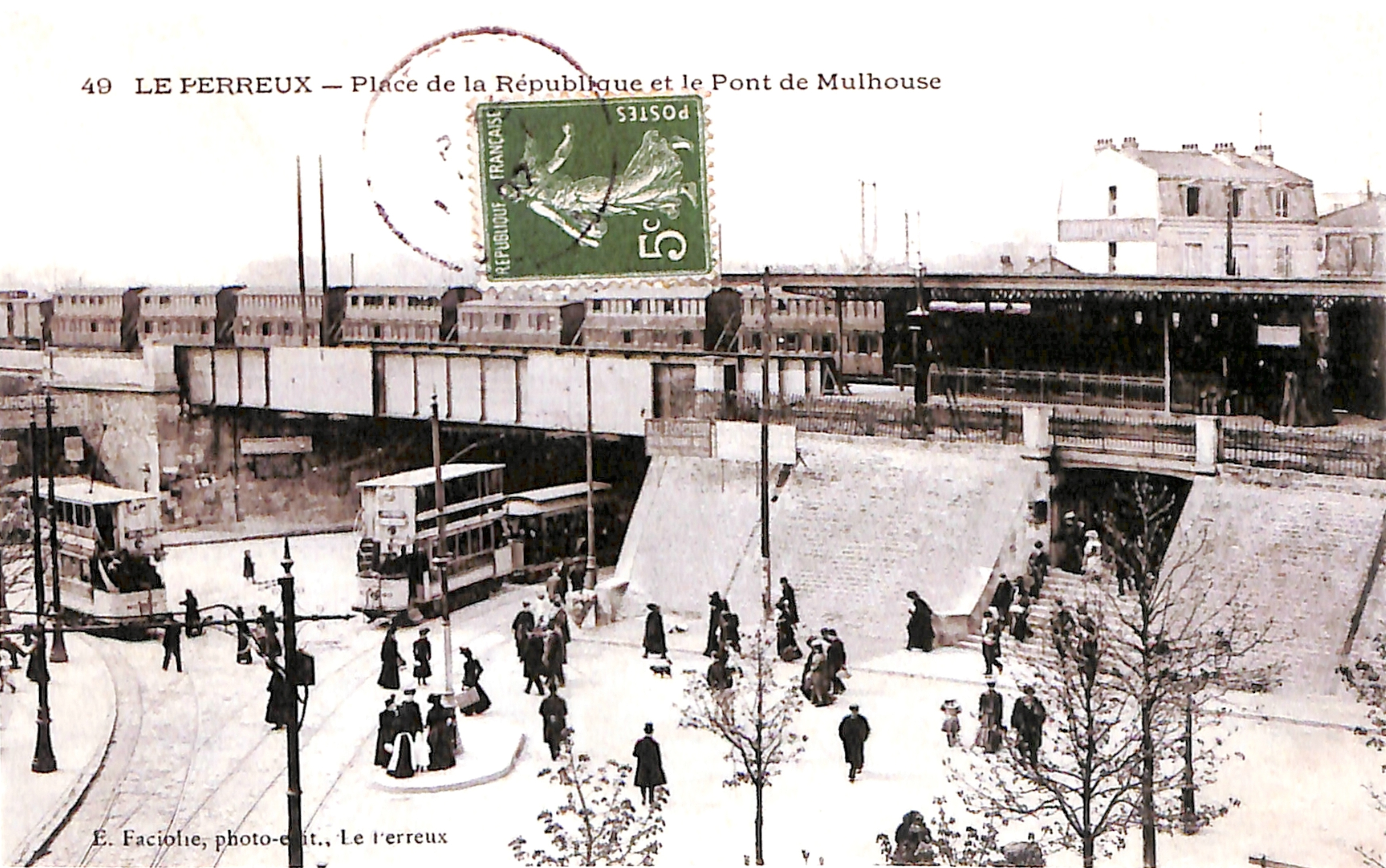
Les quais avant 1923.
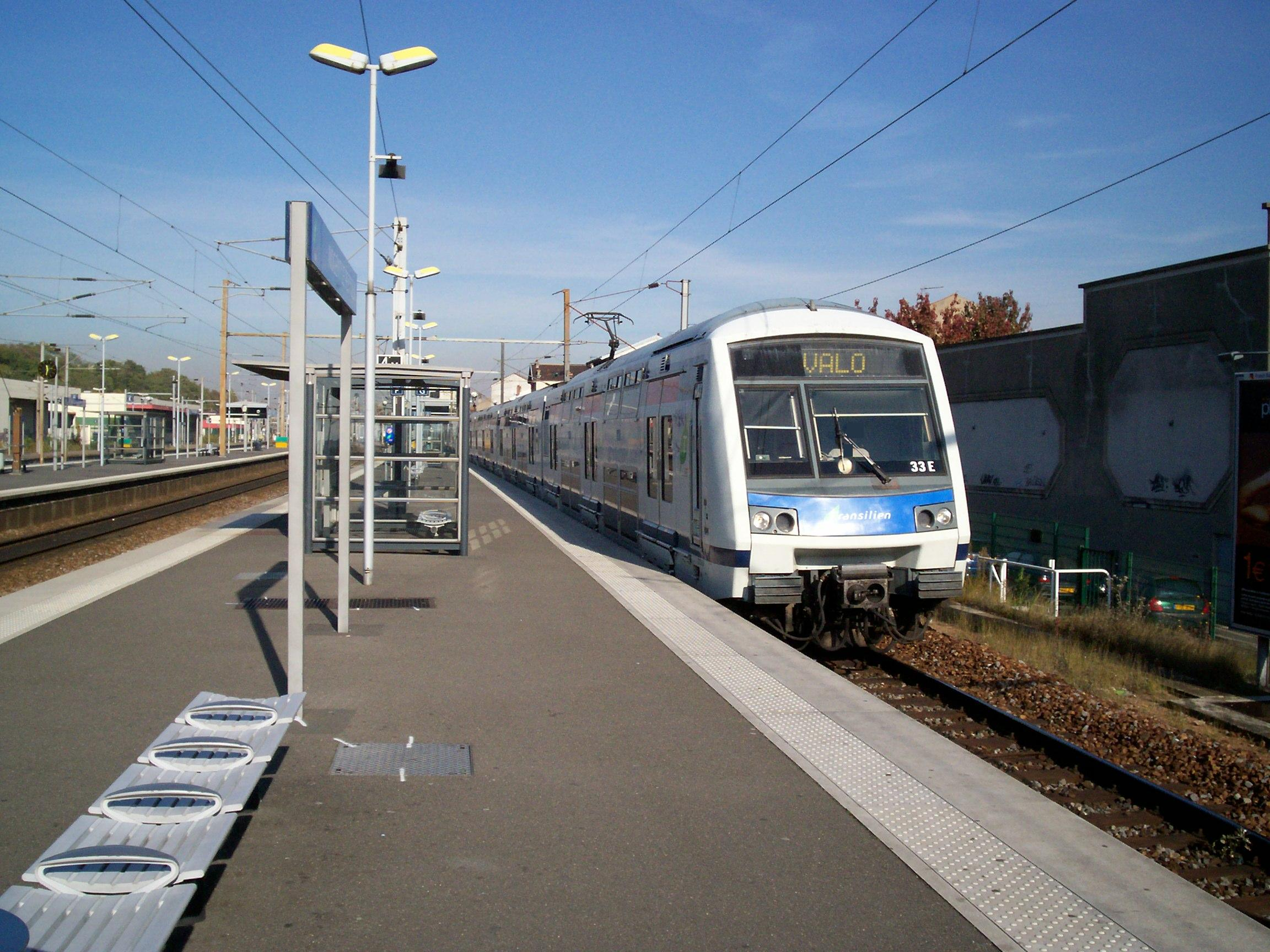
Un Z 22500 en gare.
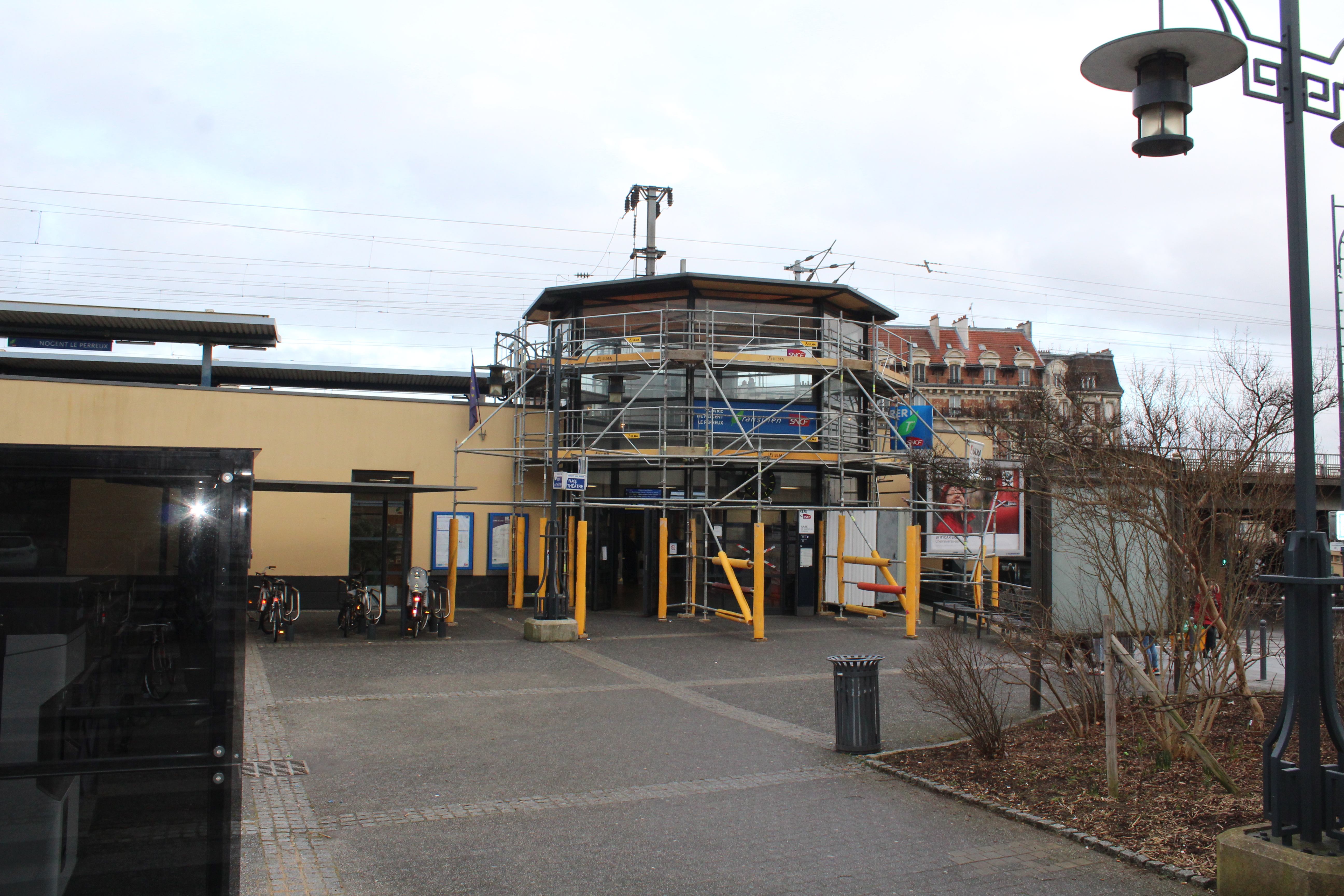
Le bâtiment voyageurs en cours de rénovation.